# 卡芬堡體育會
卡芬堡體育會（ Kapfenberger SV  ）是奧地利的一家體育會。主場位於卡芬堡。在2007-08賽季的奧地利足球甲級聯賽中，卡芬堡獲得了聯賽冠軍，從而得以進入奧地利足球超級聯賽。俱樂部成立於1919年，當時的名稱是Kapfenberger SC，在1947年改為現在使用的名稱。